# Kocsmakvíz

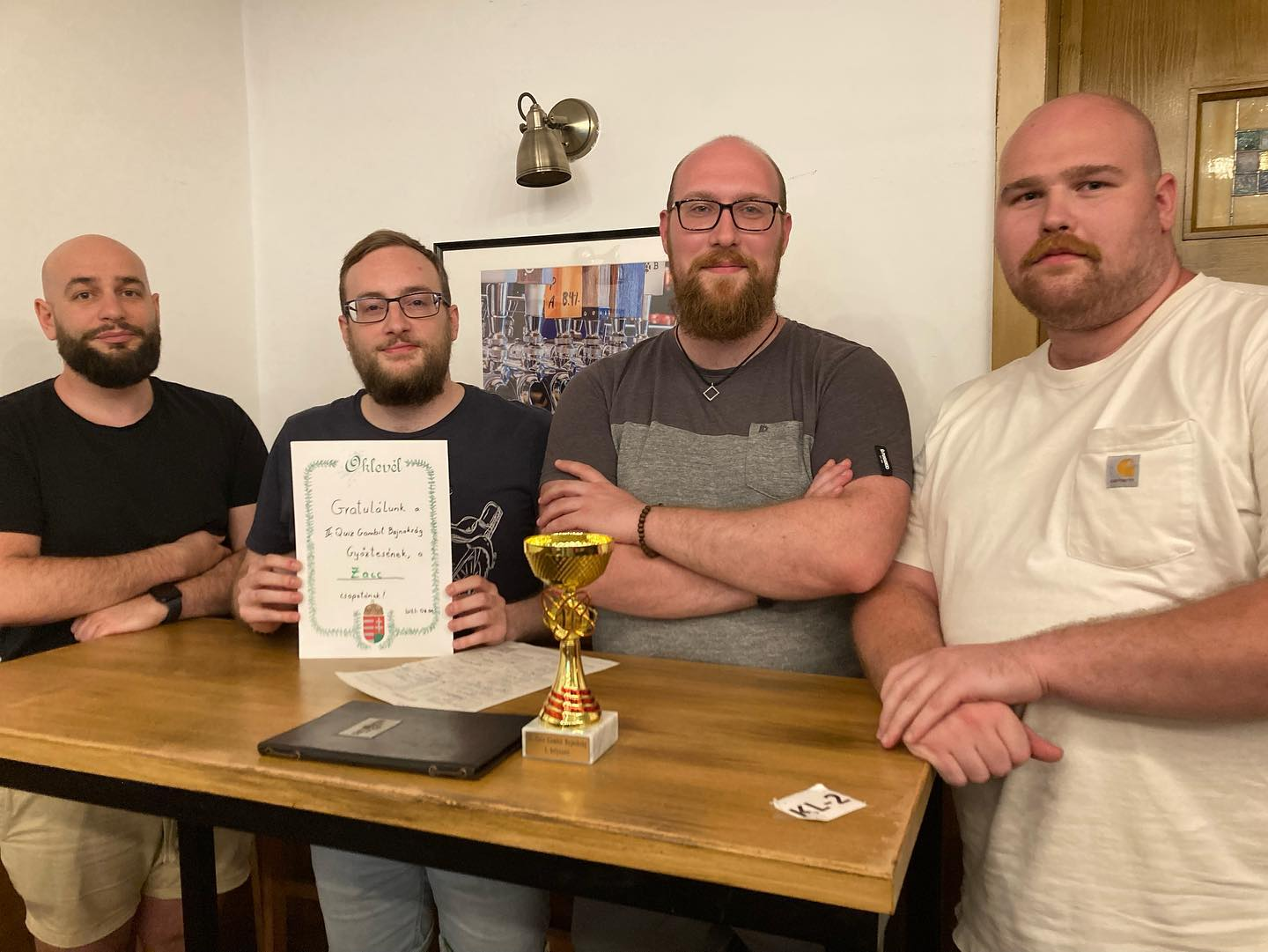
Egy bajnokságot nyert magyar kvízes csapat

A kocsmakvíz (angolul pub quiz, quiz night vagy trivia night) egy jellemzően bárban, kocsmában, vagy egyéb vendéglátóhelyen megtartott kvízjáték. A vendéglátóhely a kvíz estéjén a szokásosnál több vendéggel számolhat, ami különösen a tipikusan alacsonyabb forgalmú napokon előnyös. A különböző közösségek által szervezett kocsmakvízek eltérhetnek formátumukban, szabályaikban és tematikájukban, de vannak általános közös vonások. A kocsmakvíz műfaját az Egyesült Királyságban, az 1970-es években alkotta meg a Burns and Porter vállalkozás, és hamarosan a brit kultúra részévé vált. Európa-szerte először az ír pubok által terjedt el, de később sok más vendéglátóipari egységben megjelent.

## Kocsmakvíz Magyarországon
Magyarországon elsőként 2009-ben, a QuizNight szervezésében került sor kocsmakvízekre. Ennek megvalósítása Bartha Álmos nevéhez fűződik, aki kínai tanulmányai alatt találkozott először a műfajjal, ott élő britek pub quiz-estjei révén.
Ezt követően számos kocsmakvíz-közösség létesült országszerte, melyek havi, heti, sőt akár napi rendszerességgel szerveznek játékokat az ország több pontján, de főként Budapest központtal.

### Magyarországi kocsmakvíz-közösségek
- Cooltour Bar kvízek[2]
- Habakuk Bar kvízek[3]
- MasterMinds[4]
- Quiz Gambit[5]
- Quiz with Adam and Alex (angol nyelven)[6]
- Quizard[7]
- QuizLand[8]
- QuizNight[9]
- Quizzone[10]
- Pub's Culture[11]
- Stepout Games[12]

A felsoroltakon kívül több más (például egyetemi) társaság szervez főként alkalmi jellegű játékokat az érdeklődők számára.

### Kvízbajnokságok
A már hosszabb ideje és nagyobb rendszerességgel működő kocsmakvíz-közösségek időről időre többfordulós bajnokságokat szerveznek. A résztvevő csapatok hétről hétre elért helyezéseikkel és pontszámaikkal versengenek egymással. A legnépszerűbb kvízsorozatok akár elődöntőket vagy "nagydöntőt" is tető alá hoznak, melyek helyszíne akár már koncerthelyszín méretű is lehet.

## A kocsmakvízek felépítése
A kocsmakvízeken a legtöbbször részvételi díj fizetése nélkül lehet játszani, bár külföldön nem ritka, hogy egy alacsonyabb összeg fejében szállhatnak be a csapatok. Az időtartam jellemzően 1,5-3 óra, mely idő alatt 25-től 80-ig terjedhet a kérdések száma.

### Technikai igények
A(z elsősorban az esti órákban tartott) kocsmakvízeket gyakran rendezik különböző sportbárokban, mivel lebonyolításuk fő feltétele egy televízió vagy kivetítő. Szervezői oldalról ezen kívül szükség lehet még hangtechnikára (például zenés körökhöz, valamint a kvízmesterek részéről a mikrofonok használata is gyakorinak számít), valamint válaszlapokra vagy egy internetes felületre, ahol a játékosok leadhatják válaszaikat.

### Lebonyolítás
A kvízjátékosok a kocsmakvízek döntő többségében csapatokat alkotnak, megfelelve ezzel a műfaj létrehozásakor célként kitűzött közösségépítő jellegnek. A csapatok létszáma leggyakrabban 2-6 fő közé esik, ritkábban akár nyolcan is szerepelhetnek egy csapatban. A csapatok egyedi, általában viccesnek szánt vagy egy, csak a baráti társaságukban ismert humoros történetből fakadó nevet választanak maguknak.
A különböző kvízes közösségek mindannyian eltérő lebonyolítási formában (de körökre bontva) rendezik játékaikat, legfőképpen az alábbi kérdéstípusokkal dolgozva:
- Általános, nyitott kérdések
- Feleletválasztós (ABCD) kérdések
- Képfelismerő vagy szójátékos kérdések
- Levetített videóhoz kapcsolódó kérdések
- Számtippelős kérdések
- Zenés-hangfelvételes kérdések

A felsoroltakon kívül más kérdésformák is létezhetnek, illetve eltérést jelent az is, hogy néhány (főként internetes felületen keresztül leadandó válaszok) esetében a sebesség is szerepet játszik a pontszerzésben. Előfordulhatnak olyan változatok is, melyek során a csapatok rossz válasz esetén pontot veszítenek vagy egy rossz tippel az adott körük pontszáma "lenullázódik". Szintén nem ritka, hogy az egymással vetélkedő csapatok egy körrel vagy egy kérdéssel "megtámadják" a másikat, azt gondolva, hogy egy riválisuknál helyesebb válasz(oka)t adtak, ezzel pedig kockára teszik már megszerzett pontjaik egy részét.
Mivel a kocsmakvízek helyszínéül szolgáló vendéglátóipari egységeknek is elemi érdekük, minden játék során sor kerül egy vagy több szünetre, amely teret ad a fogyasztásra, ételek és italok rendelésére; a kvízmesterek számára pedig lehetőséget teremt a már leadott válaszok pontozására (de léteznek olyan játékok is, ahol a csapatok egymás válaszlapjait javítják).

### Kérdéstematika
Egy hagyományos kvízen a kérdések általános jellegűek, azaz bármilyen témakörből származhatnak, de nem ritka, hogy nagy súlyt kapnak a popkulturális kérdések.

#### Lehetséges témakörök
- Bulvár, hírek és TV
- Élővilág
- Filmek és sorozatok
- Földrajz
- Gasztronómia és Életmód
- Internet, számítástechnika
- Irodalom
- Játékok
- Matematika, logika és közgazdaságtan
- Mémek
- Mindennapok
- Művészetek és színház
- Nyelv
- Politika és közélet
- Sport
- Társadalomtudományok
- Technológia és közlekedés
- Természettudományok és emberi test
- Történelem
- Vallás és mitológia
- Zene

### Nyeremény
A játék végén a kvízmester ismerteti a végeredményt, valamint általában valamilyen kisebb nyereményt ad át a győztes csapat(ok)nak. Ez Magyarországon leggyakrabban egy üveg alkoholos ital, amelyet nem ritkán a helyszínül szolgáló vendéglátóipari egység bocsát rendelkezésre.

### Csalások, visszaélések
A kvízmesterek számára a játékosok (akiknek létszáma 20-tól akár 80 főig is terjedhet) folyamatos ellenőrzése megoldhatatlan feladatot jelent. A csalások és más visszaélések ugyanakkor összességében nem gyakoriak a kocsmakvízeken, mivel a nyeremény értéke szinte jelképes, illetve a csapatok saját akaratukból, közösségépítő és játékos jelleggel vesznek részt a játékokon, az első hely megszerzése legfeljebb erkölcsi értékkel bír.

### Egyéb típusú kocsmakvíz-lebonyolítások
A hagyományos kocsmakvíz jellegű lebonyolításokon kívül elvétve rendeznek kevésbé elterjedt formátumú játékokat is. Ezek során előfordulhat, hogy nem a helyes válaszra kíváncsi a szervező, hanem arra, amit a legtöbben tippelni fognak; esetleg borkóstolóval vagy más élményekkel kötik egybe a játékot. A kvízmesterek jelentős része időről időre céges rendezvényeken is szerepet vállal, ahol a formátumot a megbízó igényeire szabhatják.

## Kocsmakvíz az interneten
A Covid19-világjárvány következtében bevezetett kijárási tilalmak és javaslatok következtében Magyarországon és a világ számos pontján bezártak a vendéglátóhelyek. Válaszul a megváltozott körülményekre külföldi és magyar kocsmakvízeket szervező vállalkozások is átköltöztek az online térbe, megalkotva ezzel a virtuális kocsmakvíz műfaját. A világjárvány elcsendesülését követően ezek az események felettébb ritkává váltak.

## Kocsmakvíz kiadványok
A kocsmakvíznek angolszász nyelvterületen jelentősnek mondható irodalma van, de már magyar nyelven is adtak ki köteteket a témában. Bartha Álmos 2019-ben "A Nagy Kocsmakvízkönyv", 2022-ben pedig "A Nagy Fotelkvíz" címmel adott ki könyveket, míg Keresztes Bianka "Kvíz az életem" címmel jelentetett meg írást 2021-ben.

## Kocsmakvíz podcast
A kocsmakvízekről, illetve az ott feltett kérdésekről 2023-ban a Quiz Gambit kvízes közösség indított podcastet saját néven.